# Glyphus marsupialis
Glyphus marsupialis är en kräftdjursart som beskrevs av Henri Filhol 1884. Glyphus marsupialis ingår i släktet Glyphus och familjen Pasiphaeidae. Inga underarter finns listade i Catalogue of Life.